# University of Hawaii at Manoa Men's Volleyball
La University of Hawaii at Manoa Men's Volleyball è la squadra pallavolo maschile appartenente alla University of Hawaii at Manoa, con sede a Honolulu (Hawaii): milita nella Big West Conference della NCAA Division I.

## Palmarès
- NCAA Division I: 2

2021, 2022

## Record
| Piazzamento          |   | Edizione                          |
| -------------------- | - | --------------------------------- |
| Tornei NCAA          | 9 | Vincitrice: 2 2002, 2021, 2022    |
| Tornei NCAA          | 9 | Finale: 3 1996, 2019, 2023        |
| Tornei NCAA          | 9 | Quarto posto: 1 1995              |
| Tornei NCAA          | 9 | Semifinali: 1 2017                |
| Tornei NCAA          | 9 | Quarti di finale: 1 2015          |
| Titoli di conference | 3 | WCVC: 1 1980                      |
| Titoli di conference | 3 | Big West Conference: 2 2019, 2022 |

## Conference
- Indipendente: 1978
- WCVC: 1979
- California Intercollegiate Volleyball Association: 1980-1985
- Western Intercollegiate Volleyball Association: 1986-1992
- Mountain Pacific Sports Federation: 1993-2017
- Big West Conference: 2018-

## National Player of the Year
- Yuval Katz (1996)
- Costas Theocharidis (2001, 2003)
- Radoslav Parapunov (2021)
- Jakob Thelle (2023)

## National Newcomer of the Year
- Costas Theocharidis (2000)
- Jonas Umlauft (2010)

## National Coach of the Year
- Mike Wilton (2002)
- Charlie Wade (2019)

## All-American

### First Team
- Yuval Katz (1995, 1996)
- Jason Olive (1995)
- Erik Pichel (1996)
- Andre Breuer (1998)
- Costas Theocharidis (2000, 2001, 2002, 2003)
- Dejan Miladinovic (2001, 2002)
- Tony Ching (2003)
- Delano Thomas (2003)
- Pedro Azenha (2005)
- Alfredo Reft (2005)
- Brian Beckwith (2006)
- Lauri Hakala (2006)
- Jonas Umlauft (2010, 2011)
- Joshua Walker (2010)
- Taylor Averill (2014, 2015)
- Jennings Franciskovic (2017)
- Stijn van Tilburg (2017, 2018, 2019)
- Larry Tuileta (2018)
- Radoslav Parapunov (2019, 2020, 2021)
- Gage Worsley (2019, 2020, 2021)
- Joseph Worsley (2019)
- Patrick Gasman (2021)
- Jakob Thelle (2021, 2022, 2023)
- Dīmītrīs Mouchlias (2023)
- Guilherme Voss (2023)
- Tread Rosenthal (2025)
- Adrien Roure (2025)

### Second Team
- Aaron Wilton (1996)
- Jason Ring (1997)
- Andre Breuer (1999)
- Pedro Azenha (2004)
- Matt Carere (2006)
- Alfredo Reft (2006)
- Brook Sedore (2015)
- Kolby Kanetake (2016)
- Siniša Žarković (2016)
- Larry Tuileta (2017)
- Joseph Worsley (2018)
- Patrick Gasman (2019, 2020)
- Colton Cowell (2020, 2021)
- Spyridōn Chakas (2022, 2023)
- Guilherme Voss (2022, 2024)
- Kristijan Titrijski (2025)

## Allenatori
- Dave Shoji: 1979-1985
- Alan Rosehill: 1986-1992
- Mike Wilton: 1993-2009
- Charlie Wade: 2010-